# Wojciech Banaszak
Wojciech Banaszak (ur. 4 kwietnia 1868 w Panience w gminie Jaraczewo, zm. 28 listopada 1960 tamże) – polski polityk, działacz społeczny i samorządowy, rolnik, senator III kadencji w latach 1930–1935.

## Życiorys
Urodził się w rodzinie chłopskiej Jana i Jadwigi z domu Antoniewicz. Po ukończeniu szkoły ludowej pracował jako rolnik. Na przełomie wieków angażował się w polską działalność społeczną na obszarze Wielkopolski, wspierał Towarzystwo Czytelni Ludowych i działalność banków ludowych (członek rady nadzorczej Banku Ludowego w Jaraczewie i Mchach). Od początku XX wieku aż do 1930 był sołtysem rodzinnej wsi. W czasie powstania wielkopolskiego był członkiem Straży Ludowej, a w latach 1919–1920 sprawował funkcję zastępcy starosty. Od 1920 zasiadał w Sejmiku Powiatowym. Początkowo był związany z ruchem ludowym jako członek PSL „Piast”, w latach 30. był już związany z obozem rządzącym. W wyborach w 1930 uzyskał mandat senatora z listy nr 1 (BBWR) w okręgu nr 54 (województwo poznańskie). W Senacie pracował w komisji gospodarstwa społecznego. W trakcie II wojny światowej został wysiedlony do Generalnego Gubernatorstwa. W 1945 powrócił do rodzinnej wsi, gdzie próbował założyć lokalne struktury Stronnictwa Demokratycznego.